# Podborze (gromada)
Podborze – dawna gromada, czyli najmniejsza jednostka podziału terytorialnego Polskiej Rzeczypospolitej Ludowej w latach 1954–1972.
Gromady, z gromadzkimi radami narodowymi (GRN) jako organami władzy najniższego stopnia na wsi, funkcjonowały od reformy reorganizującej administrację wiejską przeprowadzonej jesienią 1954 do momentu ich zniesienia z dniem 1 stycznia 1973, tym samym wypierając organizację gminną w latach 1954–1972.
Gromadę Podborze z siedzibą GRN w Podborzu utworzono – jako jedną z 8759 gromad na obszarze Polski – w powiecie mieleckim w woj. rzeszowskim na mocy uchwały nr 28/54 WRN w Rzeszowie z dnia 5 października 1954. W skład jednostki weszły obszary dotychczasowych gromad Podborze (bez przysiółka Budy) i Grzybów ze zniesionej gminy Wadowice Górne w tymże powiecie. Dla gromady ustalono 11 członków gromadzkiej rady narodowej.
1 stycznia 1960 do gromady Podborze włączono obszar zniesionej gromady Izbiska w tymże powiecie, po czym siedzibę gromady Podborze przeniesiono do przysiółka Zgórsko (zachowując nazwę gromada Podborze) (w wykazie z 1971 zapianego jako Zagórsko).
30 czerwca 1960 z gromady Podborze wyłączono przysiółek Smyków, włączając go do gromady Wola Wadowska w tymże powiecie.
Gromada przetrwała do końca 1972 roku, czyli do kolejnej reformy gminnej.